# Magali Noël
Magali Nöel é o nome artístico de Magali Noëlle Guiffray (Esmirna, Turquia, 27 de junho de 1932 – Châteauneuf-Grasse, 23 de junho de 2015), foi um actriz e cantora francesa, filha de pais franceses oriundos da Provença.

## Biografia
Após ter estudado canto, música e dança, Magali inicia-se aos 16 anos como cantora de cabaret e em seguida torna-se actriz de Teatro de revista. Ela continua a estudar arte dramática com Catherine Fontenay e obtém os seus primeiros papéis em peças de teatro.
Inicia a sua carreira cinematográfica em 1951 e torna-se notada em 1955 no filme de Jules Dassin Du Rififi chez les hommes. Nos anos seguintes, Magali impõe progressivamente os seus talentos de comediante com temperamento picante no filme de René Clair, Les Grandes Manœuvres, e Elena et les hommes de Jean Renoir.
Nos anos 60, a sua carreira toma uma nova dimensão ao encarnar um dos símbolos dos fantasmas sexuais de Federico Fellini em La dolce vita em 1960, Satiricon em 1969 e Amarcord de 1973.
Apesar de ter tido o papel principal em Z de Costa-Gavras, filme que ganhou a Palma de ouro do Festival de Cannes em 1968, e grandes êxitos no teatro, Magali recebe cada vez menos atenção dos produtores e por isso retorna ao género que a viu nascer – o Music hall.
No inicio da década de 80, uma nova geração de realizadores, tais como Chantal Akerman, Jonathan Demme, Andrzej Zulawski e outros, oferecem-lhe papéis na medida das suas sensibilidades.

## Fais-moi mal, Johnny
A sua carreira de cantora é marcada pela sua interpretação do célebre e audacioso Fais-moi mal, Johnny com letra de Boris Vian e música de Alain Goraguer em 1956. Esta música é considerada um dos primeiros temas de Rock and roll cantados em Francês e foi proibido na época, pois a sua letra (Sado-masoquista) foi considerada demasiado ousada.